# Carme XIII
Il Carme 13 di Catullo è il tredicesimo del Liber, ovvero la raccolta delle opere dell'autore, compilata probabilmente dopo la sua morte in maniera arbitraria, secondo un ordine legato alla metrica dei singoli componimenti, piuttosto che cronologico o tematico.
Il Carme 13, intitolato poi genericamente Invito a cena a Fabullo o semplicemente Invito a cena fa parte delle cosiddette nugae ("bazzecole"), ovvero i carmi dall'1 al 60, e consiste appunto in un bizzarro invito rivolto all'amico Fabullo (personaggio non altrimenti noto, ricordato in diversi componimenti come uno dei suoi più cari e intimi amici), forse dopo il ritorno di quest'ultimo dalla Spagna Tarragonese, dove sappiamo era stato con Veranio, altro amico di Catullo, come si dice nei carmi 12 e 15 del Liber. La lirica, individuando come punto di riferimento cronologico il v. 11 in cui si accenna all'amore per Lesbia che sembra ancora vivo e profondo, dovrebbe porsi temporalmente non oltre il 60 a.C.

## Analisi
Il componimento è in endecasillabi faleci e riprende un topos della poesia ellenistica, quale il bigliettino di invito a cena rivolto a un amico, rielaborandolo però in un personale stile giocoso e parodistico. L'amico Fabullo è atteso fra pochi giorni a casa di Catullo, tuttavia egli dovrà procurarsi personalmente e portare una cena e, per allietare la serata, una bella ragazza, vino e arguzie..La lunga enumerazione di ciò che Catullo richiede viene enfatizzata attraverso l'artificio retorico del polisindeto (et...et...et..., v. 5). Tutte queste richieste vengono spiegate solo successivamente al verso 8 con la vivace immagine delle ragnatele nel borsellino: Catullo si dichiara "al verde". Se però Fabullo porterà tutto ciò che gli è stato richiesto, riceverà in cambio un prezioso profumo, dono degli Amori a Lesbia, tanto buono che, una volta odorato, pregherà gli dei di farlo divenire "tutto naso" (totum...nasum, v. 14), immagine grottesca con cui si chiude a sorpresa il carme.

## Paralleli con altre liriche
Tenendo come punto fisso di riferimento il tredicesimo carme catulliano, è possibile stabilire alcuni paralleli con altre liriche della poesia antica. In primis si possono analizzare due delle odi simposiache di Orazio, le quali presentano a loro volta il tema dell'invito: nella prima (Hor. Od. I, 20) l'autore si rivolge a Mecenate presentando quello che sarà un simposio modesto, ma caratterizzato da sincera amicizia, nel secondo (Hor. Od. IV, 12), più ricercato, l'invito è rivolto all'amico Virgilio, e dopo un dotto ricordo mitologico e la descrizione del ritorno della primavera, per il cui nuovo caldo è d'obbligo bere, l'amico è pregato, in cambio dell'invito, di recare con sé un vasetto di nardo. Dalla lettura di questi due esempi appare chiaro come Catullo e Orazio affrontino temi assai simili con approcci alquanto differenti: scapigliato, spontaneo, dalla pungente ironia e con un linguaggio quasi parlato il primo, quanto raffinato e ricco di particolari narrativi e descrittivi il secondo. Più simili stilisticamente a Catullo sono invece alcuni epigrammi alessandrini ed in particolare sono individuabili tre epigrammisti che offrono dei precedenti letterari al poeta latino: Edilo, Niceneto e Filodemo. Di Edilo sono soprattutto interessanti a tal proposito tre epigrammi (conservatici da Ateneo in Deipnosoph. 8, p. 344 k): nel primo si accenna ad un certo Fedone la cui unica qualifica è quella di ghiottone (ὀψοφάγος in greco), nel secondo si presenta un altro goloso, tal Agide, capace di tutto pur di ottenere le agognate vivande, nel terzo infine appare una donna, Clio, amante della buona tavola, che per mangiare tutto dovrà però dare in cambio un pegno, come la cintura o un orecchino. Lo studioso Lafaye trova in tutti e tre questi epigrammi contatti con Catullo per concisione e tratto pittoresco e scherzoso, anche se non tutti concordano e si tende a riscontrare una situazione piuttosto simile a quella del carme 13 solo nel terzo epigramma, in cui Clio, proprio come Fabullo in Catullo e Virgilio in Orazio, per accedere al banchetto dovrà dare qualcosa in cambio. Per quanto riguarda Niceneto, invece, è bene citare un suo epigramma (conservatici da Ateneo in Deipnosoph. 15, p. 673 k), in cui il poeta, similmente a Catullo, invita ad un banchetto rustico l'amico Filotèro: il breve componimento procede con stile disinvolto e simpatico in modo analogo al poeta latino, ma rispetto a quest'ultimo sembra mancare l'accento malizioso che contraddistingue il carme del veronese. Parlando poi di Filodemo, contemporaneo di Catullo, è opportuno prendere in esame il suo epigramma in cui invita il suo protettore Lucio Calpurnio Pisone Cesonino a partecipare ad un banchetto che non sarà ricco di lusso e vivande, ma vengono assicurati la compagnia di veri amici e dolci discorsi: tale componimento si allontana dallo stile catulliano per il tono ossequioso (ricordando più gli inviti oraziani sopraccitati), ma per genere di epigramma e tema trattato, può benissimo essere accostato al carme 13 del Liber. Dopo questi confronti effettuati con gli scrittori alessandrini, è importante però evidenziare che Catullo li supera per qualità e innovazione.